# Hans A. Engelhard
Hans Arnold Engelhard (16. september 1934 i München – 11. marts 2008 smst.) var en tysk jurist og politiker, der fra 1972 til 1994 var medlem af Bundestag, valgt for FDP. Fra oktober 1982 til januar 1991 var han justitsminister i Helmut Kohls regeringer. 
Han var uddannet i jura fra Friedrich-Alexander-Universität Erlangen-Nürnberg og Ludwig-Maximilians-Universität München, hvorfra han tog sin anden embedseksamen i 1963. 
I 1954 blev politisk aktiv i FDP og blev i 1972 valgt til Bundestag for partiet. Han efterfulgte i 1981 Jürgen Schmude som justitsminister og blev den længst siddende i landet.